# 马兰 (黄梅戏演员)
马兰（1962年4月23日—），女，安徽太湖人，中国黄梅戏演员。

## 生平
马兰出生于一个黄梅戏演员家庭，1975年考入安徽艺术学校学习黄梅戏。1980年毕业后入安徽省黄梅戏剧院，1982年在香港演出《女驸马》一炮走红，后多次在中央电视台春节联欢晚会演出，成为中国著名演员，被誉为严凤英的接班人，多次获得国家的演出奖项。
1992年，马兰与著名作家余秋雨结婚，此后淡出舞台。2006年8月22日，余秋雨在自己的博客中披露，马兰在婚后淡出舞台的原因是受到了安徽省黄梅戏剧院的不公正压制，引起了轩然大波。